# Lucyna Winnicka
Lucyna Winnicka (Varsavia, 14 luglio 1928 – Palmiry, 22 gennaio 2013) è stata un'attrice polacca.

## Biografia
Figlia di un avvocato, nel 1950 Lucyna Winnicka si laureò in giurisprudenza presso l'Università di Varsavia, frequentò poi l'Accademia d'Arte Drammatica e divenne un'attrice teatrale.
Sposò il regista Jerzy Kawalerowicz, dal quale ebbe i figli Agata Joanna e Piotr. L'attrice lavorò spesso nei film del marito e la coppia restò insieme per molti anni, fin quando i due decisero di separarsi in seguito alle infedeltà dell'uomo.
Interpretò il ruolo principale nel film Madre Giovanna degli Angeli, che vinse il Premio Speciale della Giuria al Festival di Cannes 1961. Per Il treno della notte aveva ricevuto una menzione speciale al Festival di Venezia.
Nel 1967 fu giurata al Festival cinematografico internazionale di Mosca.
Dopo aver lasciato il cinema sul finire degli anni settanta, effettuò numerosi viaggi in giro per il mondo e si avvicinò alla medicina tradizionale cinese, allo yoga e al rebirthing, che contribuì a promuovere in Polonia. Divenne giornalista e scrittrice, pubblicando alcuni bestseller.
Nel 1998 fondò la sezione polacca di Transparency International, per la lotta alla corruzione.
Ormai anziana, si ritirò presso una casa di cura, dove morì dopo una lunga malattia all'età di ottantaquattro anni. Fu sepolta nella tomba di famiglia all'interno del Cimitero Powązki di Varsavia.

## Filmografia

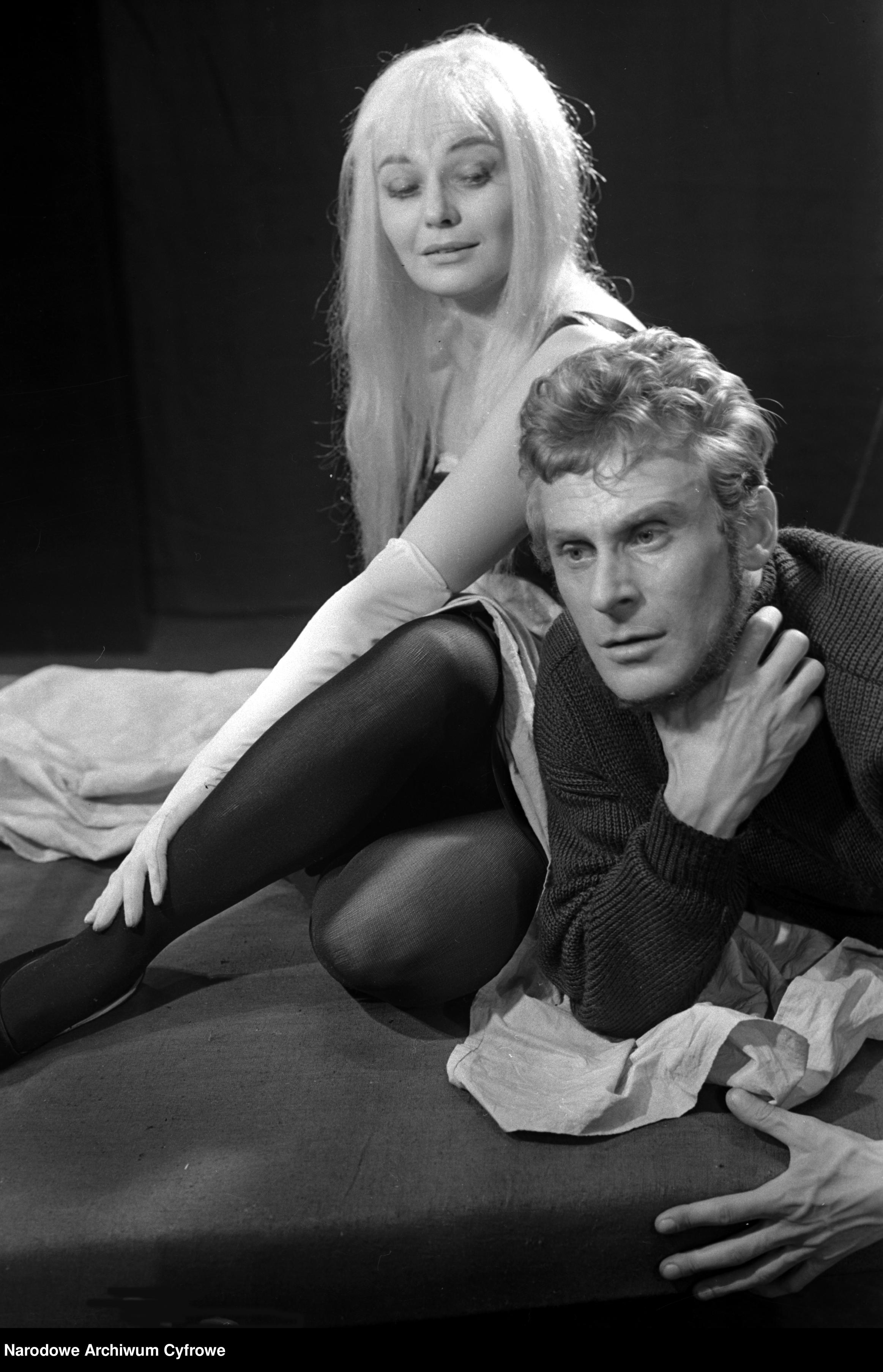
Lucyna Winnicka a teatro con Wiesław Gołas

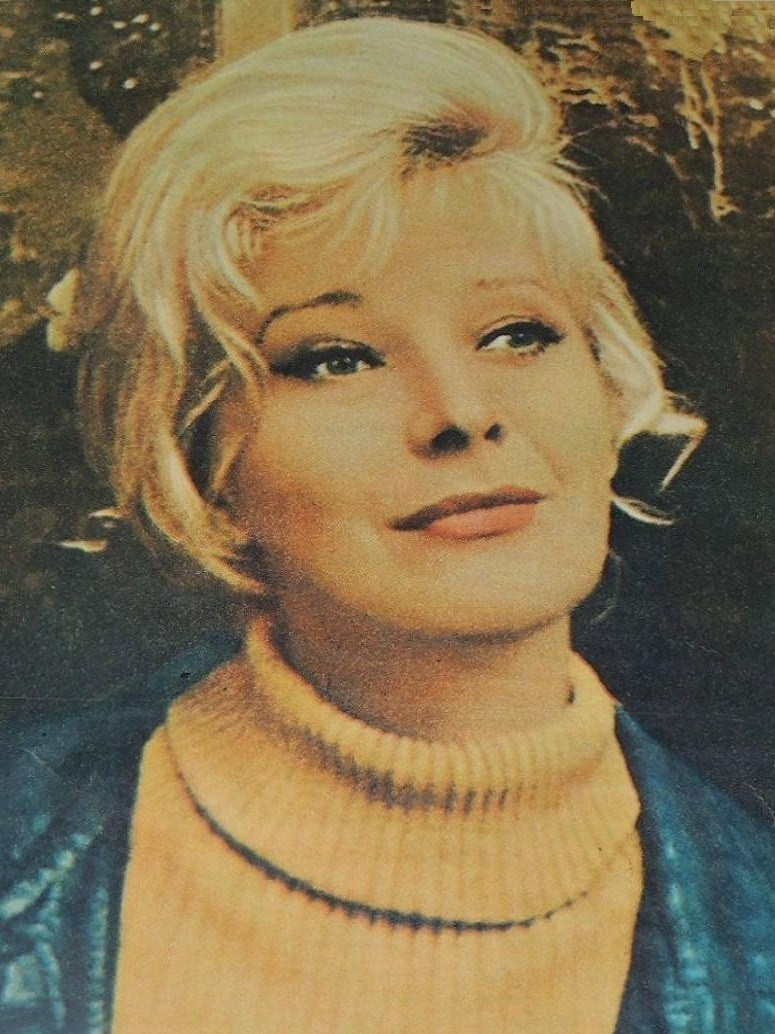
Lucyna Winnicka negli anni sessanta

### Cinema
- Pod gwiazda frygijska, regia di Jerzy Kawalerowicz (1954)
- Prawdziwy koniec wielkiej wojny, regia di Jerzy Kawalerowicz (1957)
- Il treno della notte (Pociąg), regia di Jerzy Kawalerowicz (1959)
- Soyux-111 - Terrore su Venere (Der Schweigende Stern), regia di Kurt Maetzig (1960)
- I cavalieri teutonici (Krzyżacy), regia di Aleksander Ford (1960)
- Madre Giovanna degli Angeli (Matka Joanna od Aniołów), regia di Jerzy Kawalerowicz (1961)
- Szpital, regia di Janusz Majewski (1962) - cortometraggio
- Godzina pasowej rózy, regia di Halina Bielińska (1963)
- Pamietnik pani Hanki, regia di Stanisław Lenartowicz (1963)
- Ubranie prawie nowe, regia di Włodzimierz Haupe (1964)
- Sam posród miasta, regia di Halina Bielińska (1965)
- Sposób bycia, regia di Jan Rybkowski (1966)
- Il faraone (Faraon), regia di Jerzy Kawalerowicz (1966)
- Sarajewski atentat, regia di Fadil Hadžić (1968)
- Un fantastico gioco (Gra), regia di Jerzy Kawalerowicz (1969)
- 322, regia di Dušan Hanák (1969)
- Film d'amore (Szerelmesfilm), regia di István Szabó (1971)
- Na wylot, regia di Grzegorz Królikiewicz (1972)
- Via dei pompieri N. 25 (Tuzolto utca 25), regia di István Szabó (1973)
- Bilancio trimestrale (Bilans kwartalny), regia di Krzysztof Zanussi (1975)
- Wieczne pretensje, regia di Grzegorz Królikiewicz (1975)
- Ognie są jeszcze żywe, regia di Nobite Abe (1976)
- Indeks, regia di Janusz Kijowski (1977)

### Televisione
- Teatr Telewizji – serie TV, 4 episodi (1956-1959)
- Znowu lut szczescia – film TV (1962)
- Stawka wieksza niz zycie – serie TV, 1 episodio (1968)